# Puszkariowo (przystanek kolejowy)
Puszkariowo (ros. Пушкарёво) – przystanek kolejowy w miejscowości Puszkariowo, w rejonie czerniachowskim, w obwodzie królewieckim, w Rosji. Położony jest na linii Czernyszewskoje – Królewiec.

## Historia
Stacja kolejowa powstała na Pruskiej Kolei Wschodniej (odcinek Królewiec – Ejtkuny), w okresie przynależności tych terenów do Niemiec. Nosiła wówczas nazwę Puschdorf. Przebudowana do przystanku w XXI w.